# Faccione
Faccione è un film del 1991, il primo diretto e scritto da Christian De Sica.

## Trama
Daniela, verace ragazza romana dal faccione simpatico, pesa oltre cento chili e ha sempre la battuta pronta. Convive in un minuscolo appartamentino con l'amica Luisa (amante di un padre di famiglia milanese) e lavora come assistente di Maria Pace, proprietaria di una galleria d'arte. Per fare colpo sulla gente altolocata che la circonda o per sognare una vita più lussuosa, Daniela racconta continuamente bugie sulla sua estrazione sociale e sulle sue conoscenze. Affascinata dagli uomini di colore, ha da qualche mese una relazione con Mubu, un batterista senegalese che la lascia all'improvviso per partire in tournée con un gruppo folk.
Mentre sta organizzando l'esposizione delle opere di Samuel, un sopravvissuto a Dachau che dipinge svastiche, Daniela conosce casualmente Michele, un elettricista calabrese un po' svampito, che lavora e convive con l'arredatore d'interni omosessuale Massimo. La ragazza intuisce che probabilmente Michele ha una relazione con Massimo ma questo non le impedisce di innamorarsi di lui e prenderlo sotto la sua ala protettrice; il giovane, cacciato da Massimo, le chiede ospitalità e lei accetta, dato che Luisa è partita per andare a trovare il suo amante. Tuttavia Daniela non ha il becco di un quattrino, essendo stata licenziata da Maria perché durante una sua assenza dalla galleria un mitomane ha imbrattato con emblemi fallici le opere di Samuel e ben presto scopre anche di aspettare un figlio da Mubu.
Per sbarcare il lunario Daniela spinge Michele a tentare un provino come protagonista di uno spettacolo teatrale diretto dal bisbetico Gianmario Lande, ma i risultati non sono quelli sperati. Intanto però tra lei e Michele nasce una relazione e il ragazzo si dichiara pronto a crescere il bambino come se fosse suo. La famiglia di Daniela cerca in ogni modo di convincerla ad abortire, ma lei non si perde mai d'animo, fin quando trova Michele a letto con Luisa e lo caccia di casa.
Quattro mesi dopo, Daniela partorisce un bimbo di colore: accanto a lei ci sono Luisa (che nel frattempo ha trovato un nuovo amante sposato) e Mubu (tornato solo per vedere il bambino). Dal giornale apprende che Michele è stato scritturato per un film dei fratelli Taviani e subito dopo riceve la visita del giovane, che si sdraia accanto a lei e al neonato.

## Premi e candidature
- 1991 - David di Donatello
  - Candidatura Miglior regista esordiente a Christian De Sica
- 1991 - Globo d'oro
  - Candidatura Miglior attrice a Nadia Rinaldi